# Avant-lès-Marcilly
Avant-lès-Marcilly település Franciaországban, Aube megyében. Lakosainak száma 513 fő (2022. január 1.). Avant-lès-Marcilly Bouy-sur-Orvin, Charmoy, Fay-lès-Marcilly, Ferreux-Quincey, Fontaine-Mâcon, Rigny-la-Nonneuse, Saint-Aubin, Saint-Loup-de-Buffigny, Soligny-les-Étangs és Trancault községekkel határos.

## Népesség
A település népessége az elmúlt években az alábbi módon változott:
| Lakosok száma | 340  | 336  | 375  | 467  | 506  | 509  | 508  | 505  | 503  | 513  |
|               | 1968 | 1982 | 1990 | 2006 | 2013 | 2015 | 2017 | 2019 | 2020 | 2022 |